# Gilgiochloa
Gilgiochloa Pilg. é um género botânico pertencente à família Poaceae, subfamília Panicoideae, tribo Arundinelleae.